# Körler Edelapfel
Körler Edelapfel es el nombre de una variedad cultivar de manzano (Malus domestica). 
Una variedad de manzana cultivada, que pertenece al grupo de manzanas alemanas antiguas de la herencia, que estuvo particularmente extendida en  Körle. Esta variedad fue la elegida por la asociación de pomólogos como la variedad de huerto del año 2004 en el estado federado de Hesse.

## Historia
'Körler Edelapfel' (Manzana noble de Körler) es una variedad de manzana alemana antigua de la herencia, que se originó como una plántula al azar, posiblemente en algún momento a fines del siglo XIX en el municipio de Körle en el distrito de Schwalm-Eder, en el estado federado de Hesse (Alemania).
La variedad probablemente proviene del norte de Italia y fue traída a Alemania por los trabajadores italianos cuando se estaba construyendo la línea ferroviaria Kassel-Leipzig (1845-1848), surgiendo como una plántula casual en la estación de carga actual. Su principal mentor y descubridor el pomólogo Sr. Stöber le dio el nombre actual a esta nueva variedad después de la Segunda Guerra Mundial. A mediados de la década de 1950, el inspector de jardines el Sr. Plass de Melsungen recomendó cada vez más el nombre de 'Körler Edelapfel', y árboles de esta variedad se distribuyeron para su cultivo no solo en Körle, sino también en Fulda, Kassel, y Wiesbaden.
Esta variedad fue la elegida por la asociación de pomólogos como la variedad de huerto del año 2004  en el estado federado de Hesse.

## Características
'Körler Edelapfel' árbol de crecimiento alto con copa ancha y densa, siendo necesario un corte regularmente, seguido de un adelgazamiento regular de las floraciones para que los frutos tengan un calibre adecuado. Rendimiento es regular, alto a medio alto, poca vecería. Se cultiva de un modo óptimo solo en terrenos buenos, profundos, suficientemente húmedos y cálidos, la calidad sufre en suelos pobres y
los frutos en este caso son demasiado pequeños. Tiene un tiempo de floración que comienza a partir del 6 de mayo con el 10% de floración, para el 12 de mayo tiene una floración completa (80%), y para el 22 de mayo tiene un 90% caída de pétalos.
'Körler Edelapfel' tiene una talla de fruto mediano que tiende a grande; forma del fruto tronco cónica, acampanada alta; con nervaduras débiles, y con corona débil; epidermis cuya piel es lisa, brillante, grasosa, con un color de fondo verdoso a amarillo, que muestra sobre color (30-70%) de lavado de rojo brillante, con un patrón de rayado a jaspeado, ligeramente escarchado con violeta, que está marcado con numerosas lenticelas diminutas de color claro, ruginoso-"russeting" (pardeamiento áspero superficial que presentan algunas variedades) débil; cáliz con ojo de tamaño muy grande, y bien abierto, colocado en una cuenca angosta en forma de embudo, medianamente profunda, rodeada de pliegues y costillas; pedúnculo largo y de un calibre medio engrosado al final, colocado en una cavidad estrecha, de medianamente profunda a profunda, que presenta ruginoso-"russeting"; pulpa es de color blanco-amarillo, muy sabroso, armonioso, dulce-aromático con un aroma de vainilla, muy jugoso.
Las manzanas se consideran una variedad de otoño. Su tiempo de recogida de cosecha se inicia desde finales de septiembre hasta mediados de octubre. Se mantiene bien de dos a tres meses en almacenamiento adecuado. El sabor mejora en el almacenamiento.

## Usos
- Para consumirlo en fresco como manzana de mesa.
- También adecuada para hacer jugo.
- Como monovarietal de manzana para la elaboración de sidra gracias a su sabor aromático con una equilibrada relación azúcar-ácido.[9][7][10][5]

## Susceptibilidades
Moderadamente susceptible al cancro de los árboles frutales.